# General Surgery
General Surgery (pl: Chirurgia ogólna) – szwedzki zespół goregrind powstały w 1989 roku w Sztokholmie. Jeden z pierwszych zespołów, które powstały po zapoczątkowaniu tego gatunku przez grupę Carcass.

## Historia
Zespół powstał w 1989 roku w Sztokholmie. Zaprezentował się szerszemu gronu odbiorców w roku 1990 wydając trzyścieżkowe demo Erosive. Tego samego roku zespół wydał kolejne dema (Pestisferous Anthropophagia i Internecine Prurience). Rok później nakładem Relapse Records ukazała się 7'' EPka Necrology. Było to jedyne wydanie grupy aż do roku 2001, dopiero wtedy zespół nagrał jeden utwór na tribute album Requiems of Revulsion grupy Carcass. Zespół w międzyczasie przechodził wiele zmian osobowych, w składzie pokazywali się też członkowie innych sztokholmskich grup takich jak Regurgitate and Dismember.
Nieregularność w działaniach grupy (okresy nieaktywności przedzielone wydawnictwami) zakończyła się ostatecznie z ich pierwszym występem na amerykańskim Maryland Deathfest i ukazaniem się w 2006 roku nakładem Listenable Records debiutanckiego albumu, Left Hand Pathology. Tytuł płyty jest ukłonem w stronę klasyki szwedzkiego death metalu grupy Entombed.
W roku 2006 odchodzi jeden z założycieli zespołu, gitarzysta Jonas Deroueche, a rok po nim, mający poważne problemy z alkoholem, wokalista Grant McWilliams. Nagrany we własnym zakresie w sztokholmskich Off Beat Studios i po masteringu w Tailor Made przez Petera In De Betou, kolejny długogrający album zatytułowany Corpus In Extremis zbiegł się w czasie z powrotem do grupy basisty Andreasa Erikssona oraz dołączeniem nowego wokalisty Erika Sahlströma. Płyta ta została wydana w wersji CD oraz na winylu z pewnymi zmianami graficznymi i muzycznymi pomiędzy nimi.
W roku 2012 ukazała się kolejna EPka zespołu, zatytułowana Like An Ever Flying Limb, utwory grupy ukazały się też na kompilacji A Collection Of Depravation.
W ciągu działalności grupy zespół wielokrotnie występował na festiwalach całego świata, m.in. w Stanach Zjednoczonych, Japonii, Niemczech, Meksyku, Holandii, Czechach czy we Włoszech. Brał udział w takich wydarzeniach jak Obscene Extreme w Czechach (kilkakrotnie), Brutal Assault, Maryland Deathfest czy Fekal Party.
Zespół wystąpił w Polsce 5 kwietnia 2008 w Warszawie podczas Napalm Over Warsaw Festival.

## Styl muzyczny
Muzyka zespołu to goregrind, ekstremalna odmiana grindcore. Ich muzyka określana bywa jako "trochę chorych i zgniłych dźwięków prosto z sekcji zwłok". Zespół nigdy nie ukrywał fascynacji i inspiracji dokonaniami grupy Carcass. Jak prawie każdy zespół grający ten gatunek, także i General Surgery ma wokal, z którego nie sposób zrozumieć treści utworów.
Cechą charakterystyczną image zespołu jest występowanie na scenie w zakrwawionych chirurgicznych kitlach, robiących makabryczne wrażenie.

## Skład zespołu

### Obecny
- Erik Sahlström - wokal (2007-obecnie)[11]
- Joacim Carlsson - gitara (1988-obecnie)
- Andreas Eriksson - gitara basowa, chórki (2003-2004, 2007-obecnie)
- Adde Mitroulis - instrumenty perkusyjne, chórki (2003-obecnie)
- Urban Skytt - gitara (2015-obecnie)

### Byli członkowie
- Grant McWilliams - wokal (1988-2007)
- Jonas Deroueche - gitara (1988-2006)
- Johan Wallin - gitara, chórki (2006-2011)
- Matti Kärki - gitara, chórki (1988-1990)
- Glenn Sykes - gitara, chórki (2004-2006)
- Mikael Von Tuominen - gitara basowa (2006-2007)
- Mats Nordrup - perkusja (1989-1991)
- Tobbe Sillman - gitara (2012-2015)

## Dyskografia

### Dema
- 1990 - Errosive Offals
- 1990 - Pestisferous Anthropophagia
- 1990 - Internecine Prurience
- 2005 - Demo 2005

### EPki
- 1991 - Necrology (Relapse Records)
- 2012 - Like an Ever Flying Limb (Relapse Records)

### Albumy split
- 2003 - General Surgery/The County Medical Examiners (Razorback Records)
- 2003 - Relapse Singles Series Vol. 2 (Relapse Records)
- 2004 - General Surgery/Filth (Bones Brigade Records)
- 2004 - General Surgery/Machetazo (Escorbuto Recordings/Goryfied Productions)
- 2009 - General Surgery/Butcher ABC (Obliteration Records/Living Dead Society)

### Albumy studyjne
- 2006 - Left Hand Pathology (Listenable Records)
- 2009 - Corpus In Extremis: Analysing Necrocriticism (Listenable Records)

### Kompilacje
- 2001 - Requiems of Revulsion (Necropolis Records)
- 2004 - Demos (Nuclear Abominations Records)
- 2012 - A Collection of Depravation (Relapse Records)